# Любимівська сільська рада (Гуляйпільський район)
| Любимівська сільська рада — колишній орган місцевого самоврядування у Гуляйпільському районі Запорізької області з адміністративним центром у с. Любимівка. Станом на 1932 рік — Ворошиловська сільська рада. Сільській раді підпорядковані населені пункти: - с. Любимівка |

## Склад ради
Рада складалася з 16 депутатів та голови.

### Керівний склад ради
| ПІБ                           | Основні відомості                                                         | Дата обрання | Дата звільнення |
| ----------------------------- | ------------------------------------------------------------------------- | ------------ | --------------- |
| Жовнір Олександр Анатолійович | Сільський голова, 1976 року народження, освіта, безпартійний              | 26.03.2006   | 31.10.2010      |
| Жовнір Олександр Анатолійович | Сільський голова, 1976 року народження, освіта вища, член Партії регіонів | 31.10.2010   |                 |

Примітка: таблиця складена за даними джерела

## Населення
Згідно з переписом УРСР 1989 року чисельність наявного населення села становила 897 осіб, з яких 408 чоловіків та 489 жінок.
За переписом населення України 2001 року в селі мешкало 917 осіб.

### Мова
Розподіл населення за рідною мовою за даними перепису 2001 року:
| Мова       | Відсоток |
| ---------- | -------- |
| українська | 94,18 %  |
| російська  | 5,39 %   |
| білоруська | 0,43 %   |